# Iwanowka (Mordwinien, Tenguschewski)
Iwanowka (russisch Ивановка) ist eine Derewnja (Dorf) in der russischen Republik Mordwinien. Der Ort gehört zur Landgemeinde Baraschewskoje selskoje posselenije im Tenguschewski rajon. Der Ort wird fast ausschließlich von Russen bewohnt.

## Geographie
Iwanowka befindet sich 15 Kilometer südöstlich vom Rajonzentrum Tenguschewo. Der Gemeindesitz Baraschewo liegt 16 Kilometer südlich. Die nächsten Bahnstationen sind das 44 Kilometer (Luftlinie) nordöstlich gelegene Sarow, von wo aus man über Bereschtschino direkt zum Moskau Kasaner Bahnhof gelangen kann, sowie das 66 Kilometer (Luftlinie) südlich gelegene Subowa Poljana an der Strecke von Rjasan nach Samara.

## Bevölkerungsentwicklung
| Jahr | Einwohner |
| ---- | --------- |
| 2002 | 72        |
| 2010 | 24        |

Anmerkung: Volkszählungsdaten